# 芬森环形山
芬森环形山（Finsen）是月球背面南半部一座较年轻的大撞击坑，约形成于32-11亿年前的爱拉托逊纪，其名称取自出生于法罗群岛的丹麦籍科学家暨理疗学家，1903年诺贝尔生理学与医学奖获得者尼尔斯·吕贝里·芬森（1860年－1904年），1979年被国际天文学联合会批准接受。

## 描述

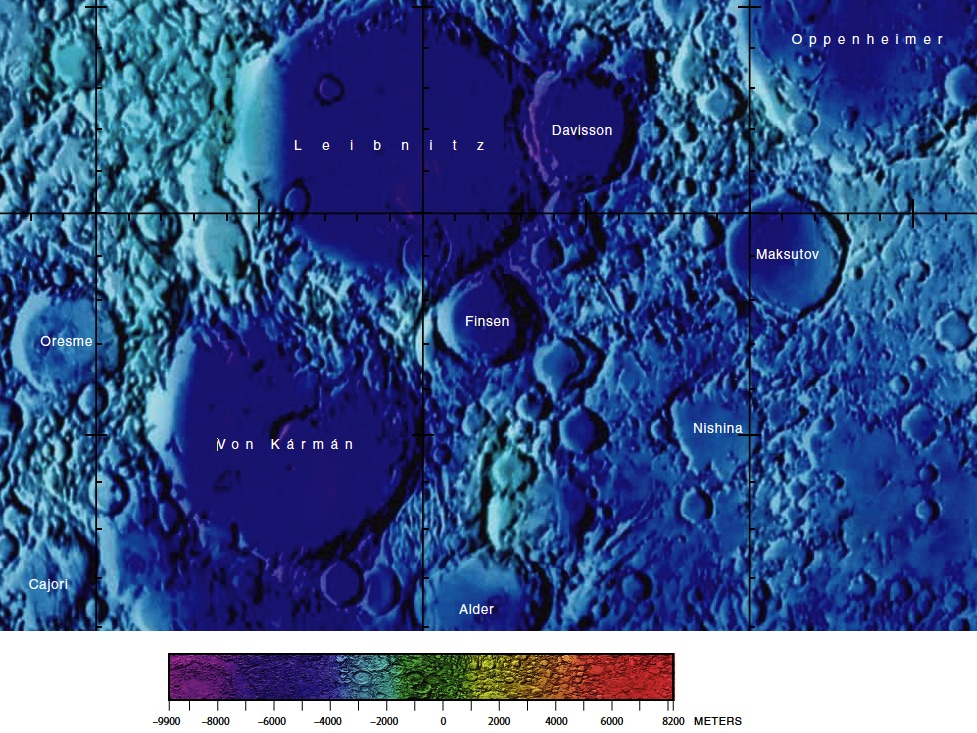
芬森环形山的周边，月球背面区域详图。

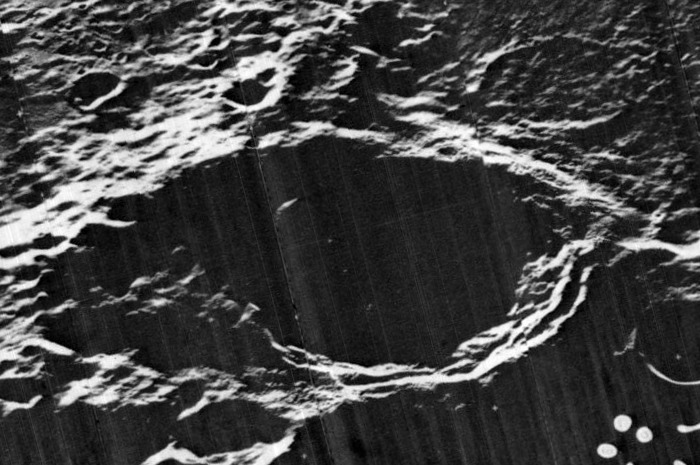
月球轨道器5号拍摄的西向斜视图

该陨坑坐落巨大的环壁平原—莱布尼兹环形山的东南坑壁上，它形成时所溅射的喷出物部分覆盖了莱布尼兹环形山的东南坑底。它的西南接近另一座大环壁平原—冯·卡门环形山、东北偏北毗邻较大的戴维孙环形山，而已磨损的马克苏托夫环形山和仁科芳雄环形山则分别位于它的东侧和东南偏东方。该陨坑中心月面坐标为42°17′S 177°43′W / 42.29°S 177.72°W，直径72.98公里，深度约2.768公里。
芬森环形山外观大致圆状，边缘轮廓略为参差，其中北侧和西北壁呈鞍状下凹，而其它部分向外凸出，但壁顶边沿完整清晰，几乎未受到后续撞击的明显侵蚀。陨坑部分内侧壁已崩塌，尤其是在南半侧形成了一段尖峭的壁沿。沿内壁还分布有一些宽度不等的阶地状结构，其中位于东北内壁上的最突出。芬森环形山坑壁最大高出周边地形1310米，内部容积约4792.69立方千米。由于北侧内壁较其它部分更宽，使相对平坦的坑底略微偏南。坑内散布有一些小山丘，但坑壁和坑内均没有醒目的撞击坑，中心点附近坐落了一座占地约15公里，带有数道支岭的中央峰，其反照率明显比周边的坑底和坑壁更高，该中央峰主要由含80-85%斜长石的辉长-苏长-橄长斜长岩（GNTA2）、辉长-苏长斜长岩（AGN）、辉长斜长岩（AN）、辉长苏长岩（GN）及苏长岩（60%斜长石、35%辉石和5%橄榄石）（N）所构成。

## 卫星陨石坑
按惯例，最靠近芬森环形山的卫星坑在月图上以字母标注在该坑中心点的旁边。

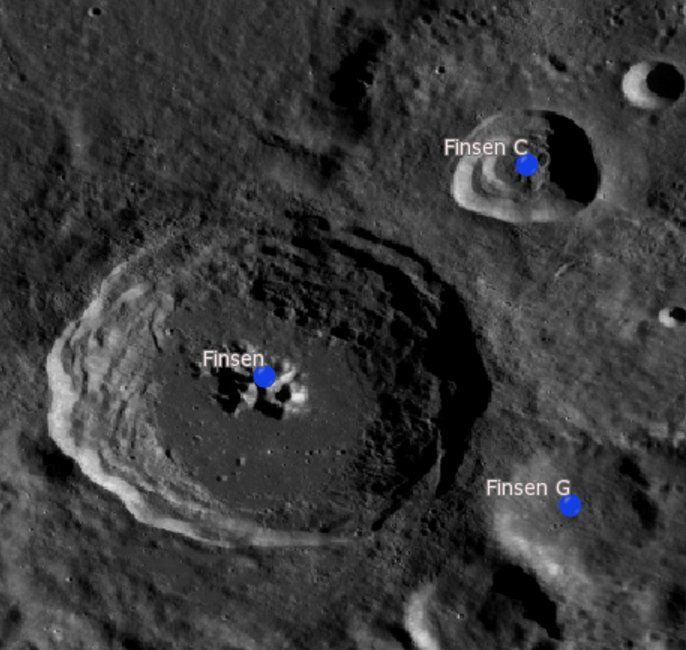
月球勘测轨道飞行器拍摄

| 芬森 | 纬度     | 经度      | 直径       |
| ---- | -------- | --------- | ---------- |
| C    | 40.73° S | 175.79° W | 25.35 公里 |
| G    | 43.23° S | 175.47° W | 29.44 公里 |

## 另请参阅
- Andersson, L. E.; Whitaker, E. A. . NASA RP-1097. 1982.
- Blue, Jennifer. . USGS. July 25, 2007  [2007-08-05]. （原始内容存档于2018-12-25）.
- Bussey, B.; Spudis, P. . New York: Cambridge University Press. 2004. ISBN 978-0-521-81528-4.
- Cocks, Elijah E.; Cocks, Josiah C. . Tudor Publishers. 1995. ISBN 978-0-936389-27-1.
- McDowell, Jonathan. . Jonathan's Space Report. July 15, 2007  [2007-10-24]. （原始内容存档于2018-12-25）.
- Menzel, D. H.; Minnaert, M.; Levin, B.; Dollfus, A.; Bell, B. . Space Science Reviews. 1971, 12 (2): 136–186. Bibcode:1971SSRv...12..136M. doi:10.1007/BF00171763.
- Moore, Patrick. . Sterling Publishing Co. 2001. ISBN 978-0-304-35469-6.
- Price, Fred W. . Cambridge University Press. 1988. ISBN 978-0-521-33500-3.
- Rükl, Antonín. . Kalmbach Books. 1990. ISBN 978-0-913135-17-4.
- Webb, Rev. T. W.  6th revised. Dover. 1962. ISBN 978-0-486-20917-3.
- Whitaker, Ewen A. . Cambridge University Press. 1999. ISBN 978-0-521-62248-6.
- Wlasuk, Peter T. . Springer. 2000. ISBN 978-1-85233-193-1.